# Камфен ан Карамбо
Камфен ан Карамбо (фр. Camphin-en-Carembault) насеље је и општина у североисточној Француској у региону Север-Па д Кале, у департману Север која припада префектури Лил.
По подацима из 2011. године у општини је живело 1618 становника, а густина насељености је износила 218,94 становника/km². Општина се простире на површини од 7,39 km². Налази се на средњој надморској висини од 33 метара (максималној 36 m, а минималној 26 m).

## Демографија
| 1962. | 1968. | 1975. | 1982. | 1990. | 1999. | 2011. |
| ----- | ----- | ----- | ----- | ----- | ----- | ----- |
| 1.214 | 1.254 | 1.258 | 1.442 | 1.547 | 1.539 | 1.618 |

График промене броја становника у току последњих година